# 청주 충렬사
청주 충렬사(淸州 忠烈祠)는 임진왜란때 순절한 동래부사 송상현의 위패를 모신 사당이다. 충청북도 청주시 흥덕구에 있다. 선조 28년(1595년)에 묘소를 동래에서 이장하고 광해군 2년(1610년)에 사당을 창건하였다.

## 기념
충북 청주시 흥덕구 수의동 산105 에 있으며, 1977년 12월 6일 충청북도의 기념물 제16호로 지정되었다.

## 역사
송상현의 호는 천곡(泉谷), 시호는 충렬인데, 선조 9년(1576년) 문과급제후 선조 24년(1591년)에 동래부사가 되었다. 임진란이 일어나 왜군이 동래성에 육박하자 군사를 이끌고 항전하다 왜병에게 살해되었다.

## 시설
충렬사 뒷산에는 송상현의 묘소와, 현종 원년(1659년)에 송시열이 짓고 송준길이 쓴 신도비가 있고, 사당 입구에 선조 28년(1595년)에 건립한 충신문이 있다. 지금의 건물은 1980년에 중수한 건물로 정면 3간, 측면 2간의 겹처마 목조기와집인데 내부는 통칸 마루방에 3개의 분합문을 달고 앞퇴를 두었으며, 마당 앞에 삼문을 세우고 주위에는 석축담장을 쌓아 보호하고 있다.
청주시에서는 천곡의 애국충절 정신을 기리기 위하여 2001년에 인근 부지를 확장 정비하여 전시관과 사당을 신축하였으며, 주변을 공원화하여 시민들이 역사와 함께 호흡하는 공간으로 조성하였다.

## 같이 보기
- 송상현 문적

## 참고 자료
- 청주 충렬사 - 국가유산청 국가유산포털